# Las Bródnowski

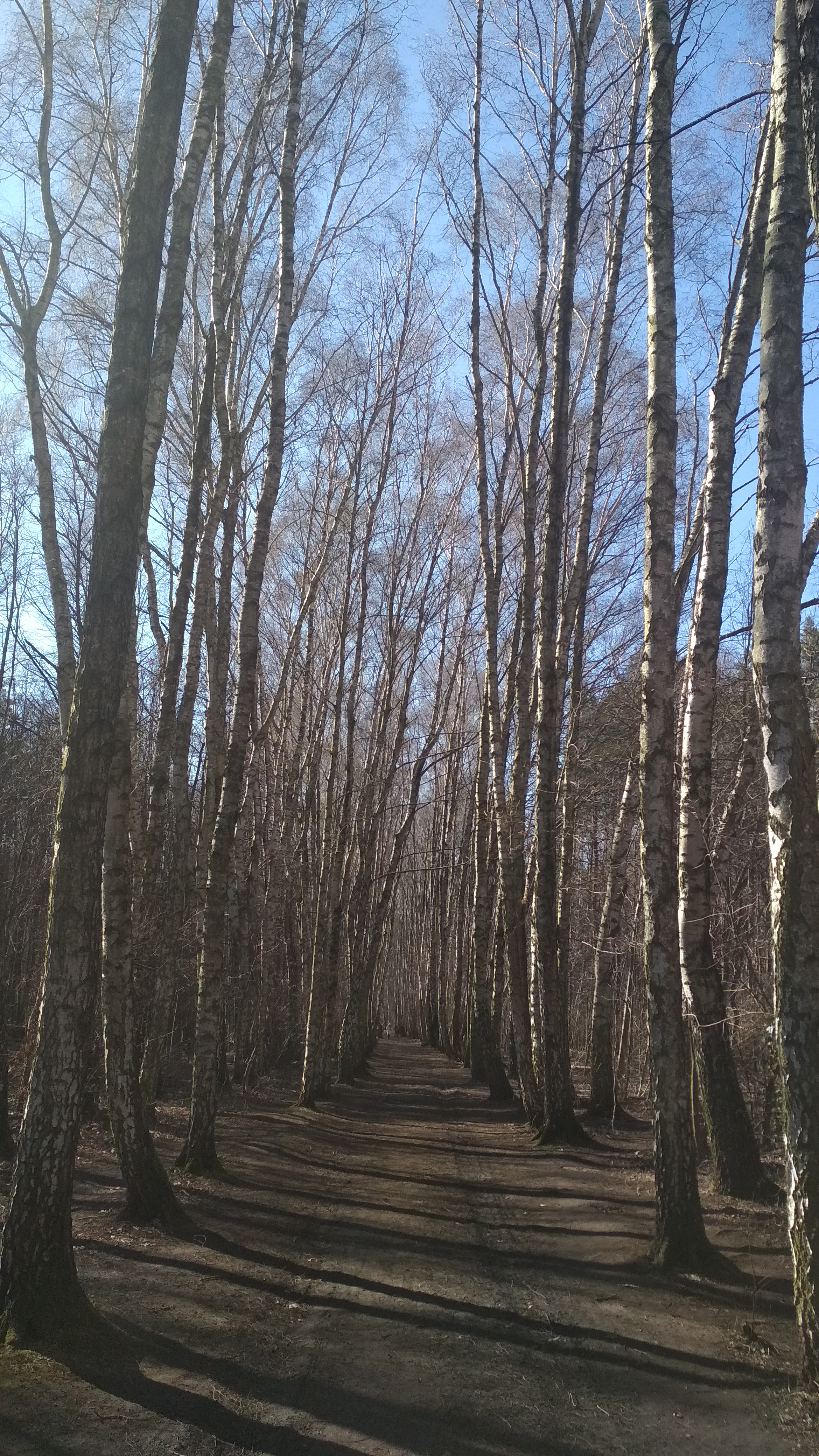
Aleja brzozowa w Lesie Bródnowskim

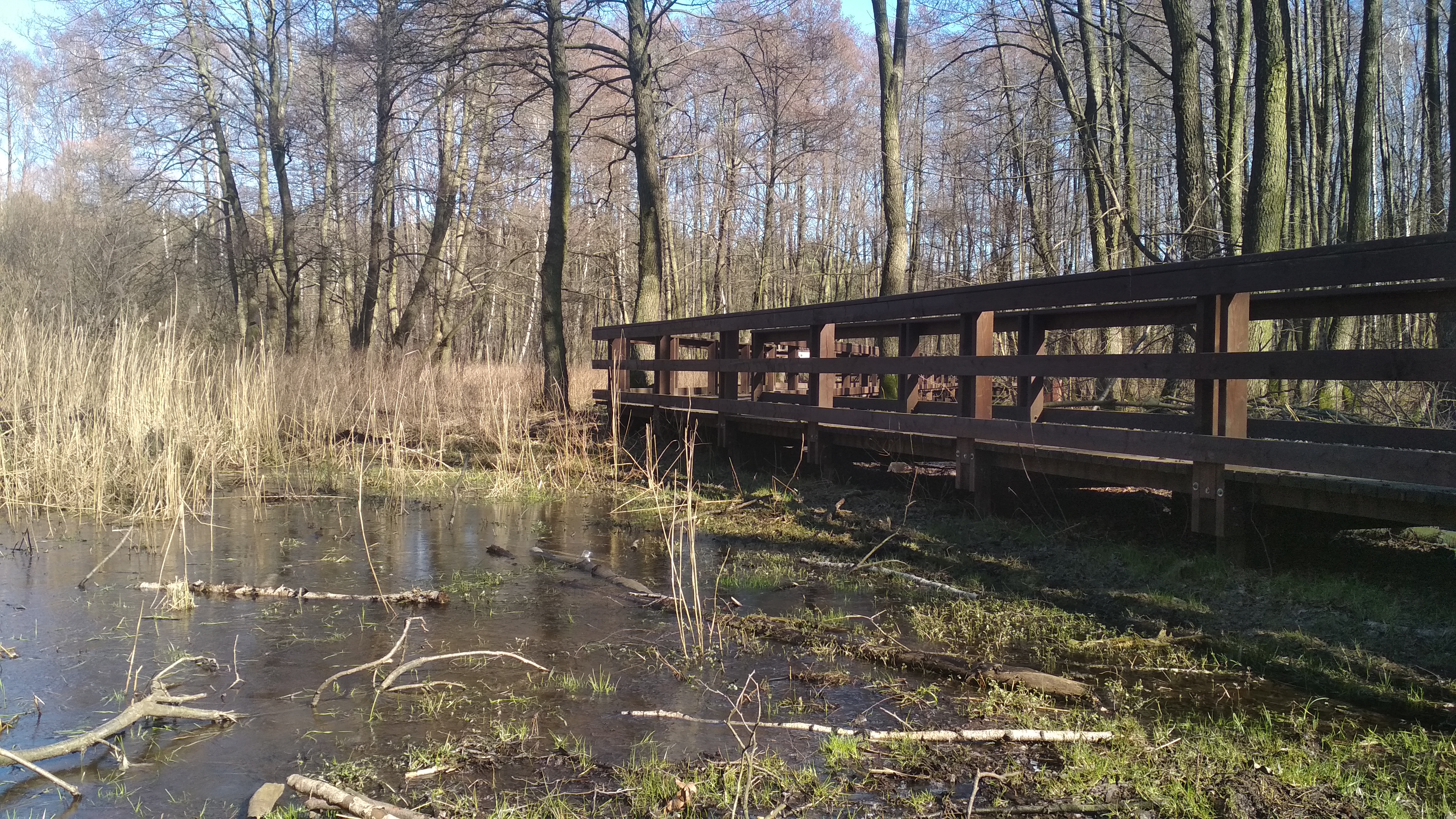
Drewniana kładka w Lesie Bródno

Las Bródnowski, także Las Bródno lub Lasek Bródnowski – las w dzielnicy Targówek w Warszawie znajdujący się pomiędzy Zaciszem, Bródnem-Podgrodzie a podwarszawskimi Markami, ograniczony ulicami Kondratowicza, Malborską, Głębocką i Bystrą. Jest jednym z czterech uroczysk należących do Obwodu Leśnego "Las Sobieskiego". 

## Opis
Zajmuje obszar wyciętej w połowie XIX wieku Puszczy Bródnowskiej, która charakteryzowała się obecnością licznych strumieni, dlatego też teren był podmokły. W obliczu rozwijającego się osadnictwa, Puszcza Bródnowska była sukcesywnie karczowana pod łąki dla wsi Bródno Stare i niewielki Folwark Lewicpol (sąsiadował z rosyjskim fortem o tej samej nazwie). Po Puszczy Bródnowskiej nie pozostał najmniejszy ślad - obecny las jest całkowicie stworzony przez człowieka w wyniku prac zalesieniowych prowadzonych na tym obszarze po II wojnie światowej.

### Flora
Las Bródnowski jest urozmaicony, ze względu na zróżnicowanie gleb i warunki wilgotnościowe. Można natknąć się na bory jak i lasy liściaste. Dominują jednak ubogie drzewostany sosnowe na piaszczystych wyniesieniach, gdzie sosnom towarzyszą brzozy i dęby. Na żyznych siedliskach dominują dęby i lipy. W obniżeniach terenu znajdują się skupiska olsów i wiklin, przy głównych alejach szpalery brzozowe. W podszycie dziki bez, czeremchy, jarzębiny, kruszyna pospolita, dąb (również dekoracyjna odmiana czerwona), klon, głóg; niewielkie skupiska lip, modrzewi i przestoje starych topoli. W runie mchy, trawy, niecierpek, pokrzywa, wrotycz, nawłoć, paprocie (paprotka, nerecznica), malina, jeżyna. Las ma powierzchnię 134,08 ha. Drzewostanu Lasu Bródnowskiego nie tworzą drzewa, które osiągnęły wiek stu lat, ponieważ aż 85% powierzchni tego obszaru, została zalesiona w latach 1951-1967.
Podczas prowadzonych prac zalesieniowych przyświecał cel, aby powierzchnię pokrył drzewostan jednogatunkowy i jednowiekowy. Mimo takiego zabiegu, obecnie uwidacznia się proces odtwarzania niższych warstw drzewostanu, takich jak krzewy. Wśród nich można wymienić głównie bez czarny, kruszynę pospolitą, jarzęba pospolitego i czeremchę.

### Fauna
Las Bródnowski, jak wiele innych lasów na terenie miast, musi mierzyć się z problemem postępującej urbanizacji. Z powodu ciągłego izolowania lasu przez otaczające go zabudowania, staje się coraz mniej atrakcyjny dla zwierząt. Mimo takich trudności, zwierzęta i tak znajdują dogodne warunki, aby przemieścić się do lasu oraz w nim egzystować. Dotyczy to również większych ssaków, takich jak: sarny, dziki czy lisy. Ponadto w Lesie Bródnowskim można natknąć się na inne zwierzęta, takie jak: kuny, wiewiórki, sójki, myszołowy, jastrzębie i bażanty.

### Rekreacja
Las, będący terenem rekreacyjnym mieszkańców Bródna i Zacisza, został wyposażony w takie elementy małej architektury jak: ławki, stoliki i śmietniki. W północno-wschodniej części Lasu znajdują się ślady rosyjskiego Fortu Lewicpol, a także polana dawnego folwarku Lewicpol (Górnik), obecnie mała jednostka wojskowa. Przez teren Lasu prowadzi utworzona w 2003 roku ścieżka dydaktyczna „Nauka poszła w las” z planszami o tematyce przyrodniczej, historycznej, archeologicznej i geograficznej. Ponadto w Lesie Bródnowskim nie brakuje miejsc odpoczynku, postoju, jest również ścieżka rowerowa. W 2020 roku odbyła się rewitalizacja placu zabaw i najbliższego otoczenia. Poprzednie wysłużone budowle zostały wymienione na osiem nowych elementów, wśród których znalazły się: huśtawka wahadłowa z siedziskiem gniazdowym, liczydło, panel obrazkowy - kółko i krzyżyk, zjeżdżalnia z piaskownicą, zjeżdżalnia minigrodzisko oraz stolik z szachownicą. Poza pracami rewitalizacyjnymi zostały wybudowane nowe urządzenia: dwie wiaty ze stołami i ławkami oraz cztery wolnostojące ławki. Do wybudowania wymienionych elementów wykorzystano drewno robinii akacjowej, modrzewia, daglezji i dęba. Zostały również wytyczone ścieżki prowadzące do tego miejsca od strony ulicy Głębockiej.

### Grodzisko
W Lesie, nieopodal polany, na której znajduje się plac zabaw i tereny rekreacyjne, ulokowane są pozostałości grodziska będącego najstarszą osadą na obszarze współczesnej Warszawy – zachowały się tam wyeksponowane relikty wczesnośredniowiecznego grodziska. Osadę i mały gród bez fosy wzniesiono na wydmie otoczonej z trzech stron bagnami, które obecnie nie istnieją. Przed II wojną światową odkrył go Roman Jakimowicz - ówczesny dyrektor Państwowego Muzeum Archeologicznego. Odkrycie musiało jednak poczekać na przeprowadzenie badań archeologicznych, które rozpoczęto już po wojnie, w 1948 roku. Gród najprawdopodobniej powstał w drugiej połowie X wieku, jednak jego historia nie była długa, ponieważ w XI wieku spłonął i nie został odbudowany.